# SMEJ (企業)
株式会社SMEJ（エスエムイージェー、英: SMEJ, INC.）は、かつて存在した日本の芸能マネジメント企業。SMエンタテインメント所属アーティストの日本マネジメントを手がけていた。
2020年4月、エスエム・エンタテインメント・ジャパンによる新設分割によって設立され、ファンクラブ事業を除くすべての事業を承継。同年8月、ストリームメディアコーポレーションに吸収合併された。

## 概要
K-POP界のパイオニアであり、世界有数のコンテンツホルダーであるSMエンタテインメントの日本法人、エスエム・エンタテインメント・ジャパンから新設分割により設立された会社。本分割によりSMEJはファンクラブ事業を除くすべての事業を承継し、SM所属アーティストの日本でのマネジメントや音楽制作、コンサートとアルバムプロモーションイベントの企画制作など、K-POP関連の様々な事業を営んできた。
設立から4か月後、ストリームメディアコーポレーション（SMC）を吸収合併存続会社、SMEJを吸収合併消滅会社とする吸収合併の方式により、合併を実施。これによりSMEJは、SMCに合併されて解散した。

## 沿革
2020年4月1日、SMエンタテインメントのグループ会社におけるプロフェッショナリズム向上と経営の安定化、ならびに責任ある経営の強化を目的として、エスエム・エンタテインメント・ジャパンが物的分割方式で子会社・株式会社SMEJと株式会社SMEJ Plusを設立。SMEJは、ファンクラブ事業を除くすべての事業を承継した。
同月16日、JYPエンターテインメントと共同で、オンライン専用コンサート『Beyond LIVE』を運営するための子会社・株式会社Beyond LIVE Corporationを設立。

2020年8月1日、ストリームメディアコーポレーション（SMC）がSMEJを吸収合併し解散。保有していた子会社2社は、SMCの子会社となった。

## 所属アーティスト
エスエム・エンタテインメント・ジャパンから事業を承継したSMEJが、2020年4月よりSMエンタテインメント所属アーティストの日本マネジメントを担当。しかし同年8月、SMEJはストリームメディアコーポレーションに吸収合併され、その後は同社がマネジメント事業を担当している。

## 子会社
Beyond Live Corporation
2020年、JYPエンターテインメントとともに設立した『Beyond LIVE』運営会社。合併後は、ストリームメディアコーポレーション（SMC）の連結子会社になった。2022年にはSMCが保有株式の一部を、同じSMエンタテインメントグループに属するドリームメーカーエンターテインメント（DME）に譲渡。これにより連結子会社から除外され、2025年現在もDMEの傘下に置かれている。
エブリシングジャパン
カラオケアプリ「everysing」の日本運営会社。2014年5月、エブリシング（SM傘下）、ユニバーサルミュージックジャパン、エイベックス・ヴァンガードの3社により設立された合弁会社である。合併後は、ストリームメディアコーポレーションの連結子会社になった。なお、2023年11月をもってサービスを終了しているが、会社は2025年現在も存続している。
※合併前の2020年4月1日時点

## 主要取引先
- エイベックス株式会社
- 株式会社オン・ザ・ライン
- ユニバーサル ミュージック合同会社

※合併前の2020年4月1日時点